# Edvard Fredin
Nils Edvard Fredin, född 8 juni 1857 i Kungsholms församling, Stockholms stad, död 27 juni 1889 i Södertälje, var en svensk dramatiker, skådespelare, teaterrecensent och översättare.

## Arbetsliv
Fredin gjorde sig tidigt känd som skicklig översättare av dikter, som finns samlade i Skilda stämmor (1884). Han fick 1888 Svenska Akademiens stora pris för Vår Daniel, en poetisk behandling av Daniel Buskovius’ tåg till Särna 1644. Efter hans död utkom två samlingar av hans dikter.
Fredin skrev bland annat den svenska texten till Marseljäsen (publicerad 1889) och till Tennysons dikt Nyårsklockan (1890).
Fredin ägde en smidig formell talang och livliga politiska och sociala intressen, som kom till uttryck i hans skrifter. Som skald hämtade han inspiration från Carl Snoilsky och Albert Ulrik Bååth. Fredin är begravd på Norra begravningsplatsen utanför Stockholm.

## Död
I Svenskt biografiskt lexikon står att "På våren 1889 fick han ett av statens författarbidrag. Hans hälsa försämrades emellertid hastigt. Han kunde inte själv föredra den av samtiden livligt observerade dikten 'Sekeldagen', som han skrev till den stora fest, som 5 maj 1889 hölls å Hotel Continental till minnet av franska revolutionen. Under en vistelse vid badhusinrättningen i Södertälje slocknade hans tynande livslåga."